# Групна супервизија
Групна супервизија је савремени приступ који поред индивидуалне наглашава потребу и могућност групне супервизије. У њој, поред индивидуалног приступа, супервизор има још један додатни задатак да мотивише групно окружење које ће супервизорима помоћи да успешно и сараднички остварују примарни задатак-супервизију случајева на којима раде. Процес супервизије представља редовне сусрете супервизаната ради унапређивања разумевања самих себе као стручњака, клијената са којима раде и система пружања услуга кроз интеракацију у контексту групног процеса.